# Зюзінське сільське поселення
Зю́зінське сільське поселення (рос. Зюзинское сельское поселение) — муніципальне утворення у складі Шарканського району Удмуртії, Росія. Адміністративний центр — село Зюзіно.

## Територія
Рельєф являє собою погорбовану рівнину, розчленовану густою мережею дрібних річок, ярами та балками. Ліси займають приблизно 14,8% площі і розташовані окремими масивами на півночі та півдні, уздовж річок, у балках та на пагорбах. У лісах переважають хвойні дерева ялина, ялиця та сосна, листяні представлені березою та осокою. Гідрографія представлена дрібними річками, струмками, джерелами та ставками. Є заболочені ділянки у місцях виходу на поверхню підземних вод. Найбільша річка — Іта. В період весняних паводків вода може підніматись на 1,2 м.
Клімат помірно континентальний з чітко вираженими порами року. Зима помірно холодна, з рідкісними відлигами та сильними морозами (рідко коли −40 °C), нетривалими завірюхами (до 7 днів на місяць), багатосніжна (покрив до 80 см). Весна прохолодна та ясна, на початку відлига та заморозки, опади випадають до 13 днів на місяць у вигляді дощу та мокрого снігу. Літо тепле, з рідкісною спекою (рідко коли +30 °C), опади до 14 днів на місяць у вигляді грозових злив. Осінь похмура з опадами до 20 днів на місяць у вигляді дрібних дощів, рідше снігу. Переважаючі вітри протягом року — південно-західні зі швидкістю 4-8 м/с. Можливі урагани до 25-30 м/с, які супроводжуються влітку зливами та грозами, а взимку завірюхами.

## Населення
Населення — 813 осіб (2015; 903 в 2012, 943 в 2010).

## Склад
До складу поселення входять такі населені пункти:
| Населений пункт     | Населення, осіб (2010) | Населення, осіб (2012) |
| ------------------- | ---------------------- | ---------------------- |
| Байкей, присілок    | 121                    | 110                    |
| Бегенвиль, починок  | 13                     | 12                     |
| Богданово, присілок | 9                      | 9                      |
| Гирдимово, присілок | 3                      | 3                      |
| Дирдашур, присілок  | 67                     | 67                     |
| Зюзіно, село        | 504                    | 486                    |
| Петухи, починок     | 10                     | 10                     |
| Сільшур, присілок   | 49                     | 49                     |
| Сурони, присілок    | 29                     | 29                     |
| Усково, присілок    | 38                     | 32                     |
| Ягвайдур, присілок  | 100                    | 96                     |

## Господарство
Соціальна сфера представлена школою, садочком, 4 фельдшерсько-акушерськими пунктами, клубом. У поселенні працює 5 магазинів.